# Weißenwasserkirche

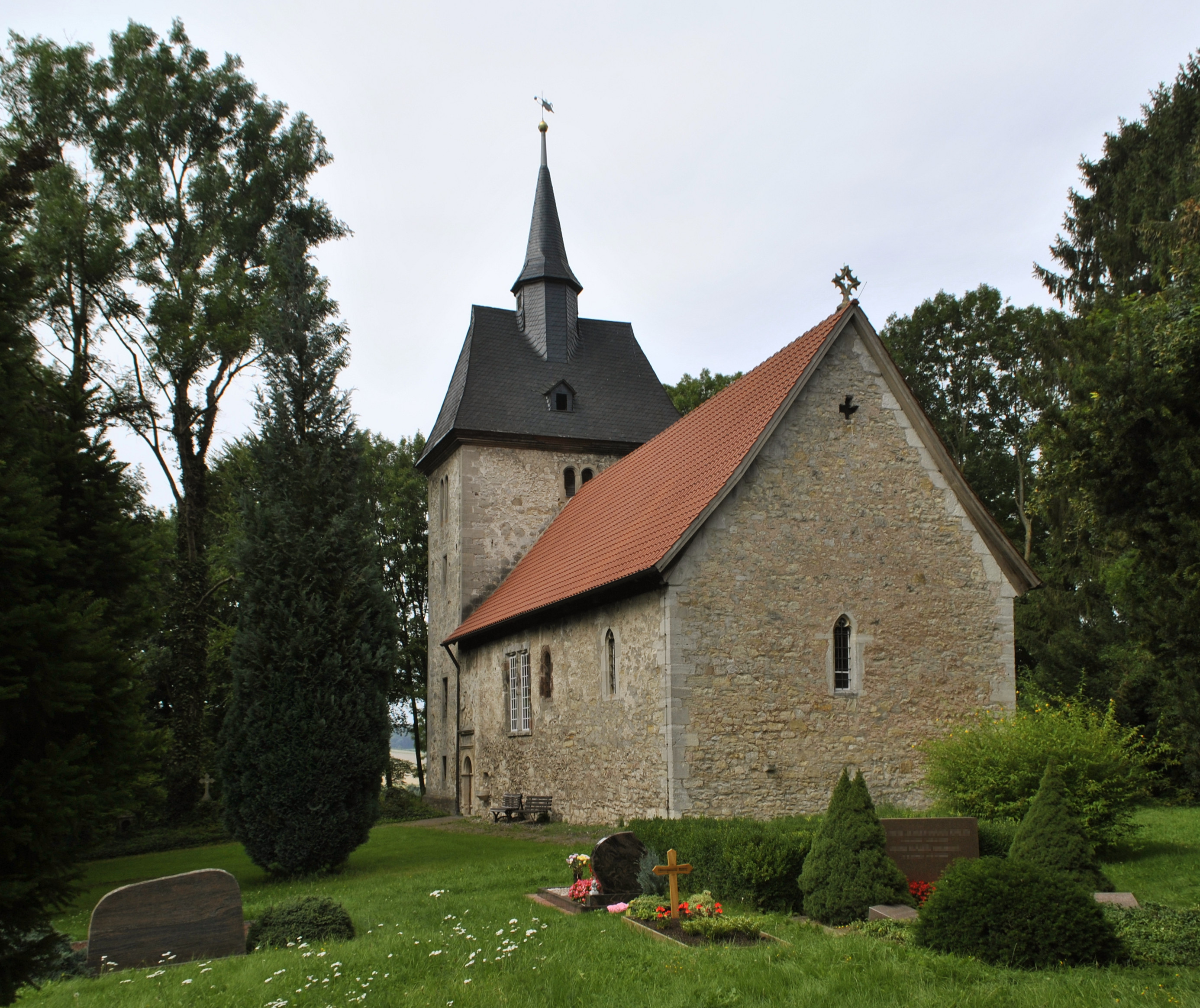
Die Weißenwasserkirche von Südosten (2017)

Die Weißenwasserkirche ist eine Kirche im Landkreis Northeim, die sich außerhalb einer geschlossenen Ortschaft am Fuße des Kahlbergs im Leinebergland nordöstlich von Kalefeld befindet.

## Geschichte
Die Weißenwasserkirche wurde erstmals 1055 in der Gründungsurkunde des Peterstiftes Nörten erwähnt. Archäologischen Befunden zufolge handelte es sich um einen Holzbau auf Bruchsteinsockel, der von einem Arm des Weißenwasserbachs durchflossen wurde; dieser speiste ein Wasserbecken, in dem die Taufe durch Untertauchen vollzogen wurde. 
Die Holzkapelle brannte ab. An ihrer Stelle baute man eine Kirche aus Bruchsteinmauerwerk, die am 4. Juli 1145 zu Ehren des Apostels Jakobus des Älteren durch den Mainzer Erzbischof Heinrich I. geweiht wurde. Sie wurde der Sedeskirche in Hohnstedt zugeordnet.

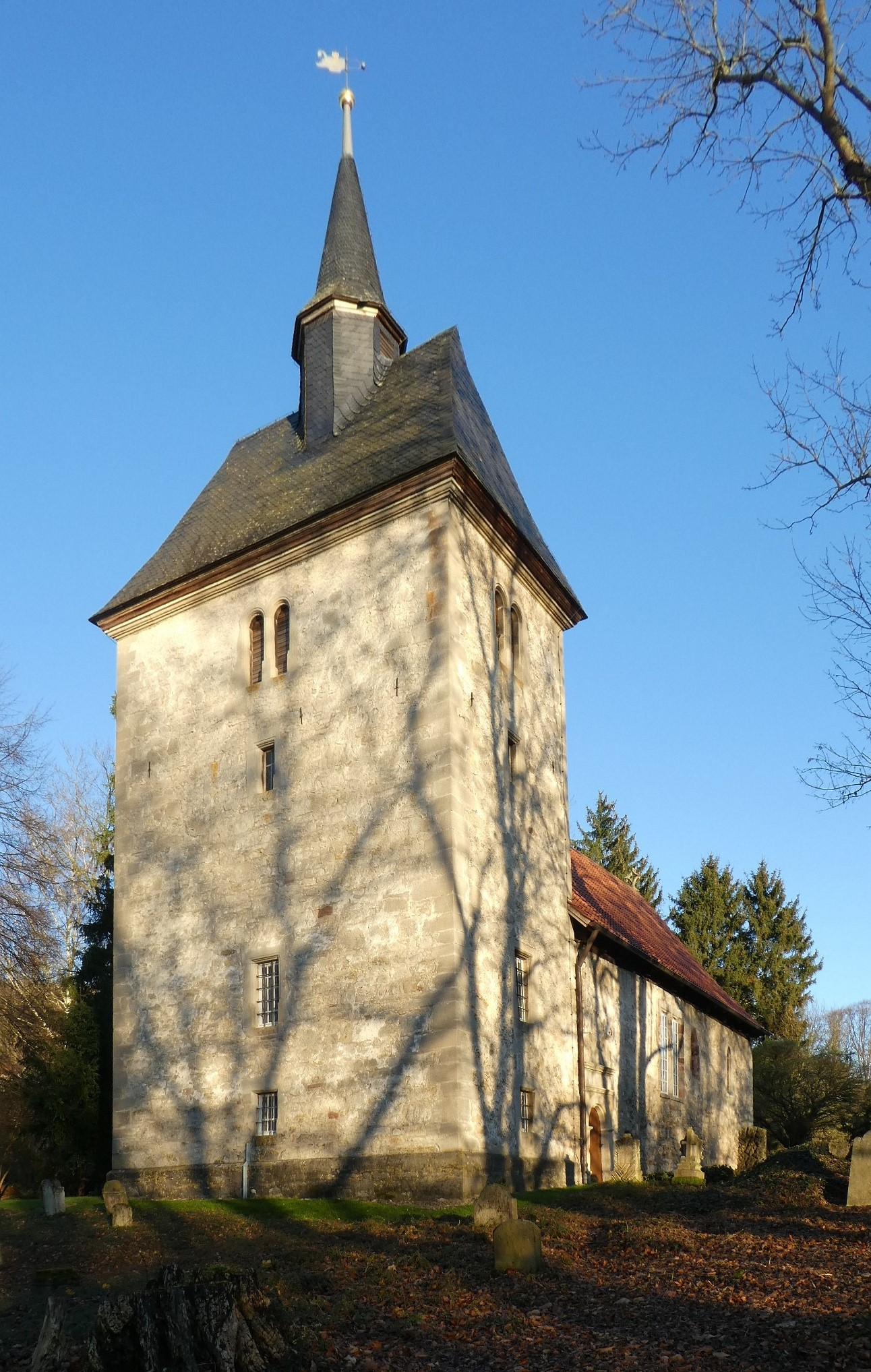
Ansicht von Südwesten

1307 gaben die Herren von Plesse das Patronat an das Kloster Höckelheim ab. Ab 1350 war ein Engelhard hier Pleban, der 1369 auch Kapellan der Äbtissin des Stiftes Gandersheim war. 1612 wurde ein neuer Turm fertiggestellt und das datierte Südportal erneuert. 
Nach dem Wüstfallen der Ortschaft Weißenwasser kam der Pastor aus Kalefeld. Heute gehört die Kirche zum evangelisch-lutherischen Kirchengemeindeverband Altes Amt in Kalefeld im Kirchenkreis Harzer Land im Sprengel Hildesheim-Göttingen. Der örtliche Friedhof umgibt die Kirche.
Die Kirche ist ein seltenes Beispiel einer aus dem Mittelalter stammenden Kirche, die zwischenzeitlich wüst fiel und heute wieder genutzt wird.
Der Sage nach kam das Fundament der Kirche dadurch zustande, dass zwei Hünen eine Kirche aus dem Solling bei Uslar ostwärts transportierten und sie an dieser Stelle zerbrach.